# Lucien Jullemier
Pour les articles homonymes, voir Jullemier.
Lucien Jullemier est un avocat et écrivain français, né le 3 mars 1847 à Sens (Yonne) et mort le 24 avril 1928 à Neung-sur-Beuvron (Loir-et-Cher).
Il a été partie prenante dans l'affaire Dreyfus comme intermédiaire entre l'ancienne maîtresse du commandant Esterhazy et le vice-président du Sénat, Auguste Scheurer-Kestner.

## Éléments biographiques
Lucien Auguste Jullemier naît le 3 mars 1847 à Sens (Yonne) : il est le fils d'un notaire, Antoine Alexandre Jullemier, 36 ans, et de son épouse Rosalie Jeanne Rigaudin, 31 ans. Il prête serment comme avocat en 1868, participe à la guerre franco-allemande de 1870 en tant qu'engagé dans les gardes mobiles de l'Aube, puis reprend sa carrière d'avocat à la cour d'appel de Paris. Il devient docteur en droit en 1872. C'est un spécialiste du droit de la chasse, auteur de plusieurs ouvrages sur ce sujet.
C'est par son intermédiaire que, le 26 novembre 1897, Madame de Boulancy, née Eugénie-Marie-Gabrielle Cartier, cousine et ancienne maîtresse d'Esterhazy, qui avait décidé de se venger de son amant et débiteur, fait parvenir au vice-président du Sénat, Auguste Scheurer-Kestner, les lettres de l'officier, dont la fameuse « lettre du uhlan »,,.
Lucien Jullemier fut membre du conseil de l'Ordre des avocats de Paris de 1906 à 1921.
C'est également un ami du peintre Édouard Detaille, dont il sera le légataire universel, de Valtesse de La Bigne, une demi-mondaine proche des milieux artistiques (il sera l'un des deux témoins cités sur son acte de décès) et de Paul Ginisty, ancien directeur du théâtre de l'Odéon, dont il sera témoin du mariage.
Il acquiert avant la Première Guerre mondiale le domaine de La Touchette à Neung-sur-Beuvron, en Loir-et-Cher, où il meurt en 1928.

## Œuvres
- Du gage en droit romain et en droit français, Thèse pour le doctorat, Faculté de droit de Paris, Pichon, 1872[1].
- Des procès de chasse, Paris, E. Lachaud, 1872[13],[14].
- Traité des locations de chasse, suivi d'un formulaire contenant les différents actes auxquels le droit de chasse peut donner lieu[15], Paris, Firmin-Didot, 1876. (Troisième édition en 1887).
- Affaire des métaux. Plaidoirie de Me Lucien Jullemier pour les actionnaires et obligataires, parties civiles à l'instruction, Paris, P. Dupont, 1890[16].
- Des dégâts causés aux champs par les lapins, Paris, 1889 (2e édition)[17].
- Avec Paul Reullier : Les lapins, les dommages aux champs, la responsabilité, Paris, Firmin-Didot, 1891[18].
- Plaidoirie de Me Jullemier pour M. le Comte Antoine de La Rochefoucauld contre M. Gary de Lacroze, le 19 mai 1892, Paris, imprimerie de A. Warmont, 1892.
- Arrondissement de Romorantin. Comité de l'or. Bons du trésor et emprunts de la Défense nationale. Causerie donnée à Romorantin le 23 juillet 1916, Romorantin, imprimerie de Tremblé.
- Le Monde respire, drame patriotique en cinq actes et dix-huit cents vers, Paris, imprimerie générale La Hure, 1915.
- Contes de Sologne, Paris, imprimerie générale La Hure, 1915.

## Décoration
- Officier de la Légion d'honneur sur demande de Raymond Poincaré[19].